# Bruce Joel Rubin
Bruce Joel Rubin (também conhecido como "Derek Saunders" ou simplesmente "Bruce Rubin") é um roteirista, professor de meditação e fotógrafo americano nascido em 10 de março de 1943. Seus filmes frequentemente exploram temas de vida e morte com elementos metafísicos e de ficção científica. Entre suas obras mais destacadas estão Jacob's Ladder, My Life e Ghost, pelo qual ele recebeu o Oscar de Melhor Roteiro Original. Ghost também foi indicado para Melhor Filme e foi o filme de maior bilheteria de 1990. Ele às vezes é creditado como "Derek Saunders" ou simplesmente "Bruce Rubin".

## Primeiros anos
Nascido em uma família judia e criado em Detroit, Michigan, Rubin se formou na Mumford High School em 1960. Seu amor pelo teatro começou aos cinco anos, quando viu sua mãe atuando em Mary Poppins em uma escola local. Mais tarde, ele se tornou ator e diretor nas peças teatrais do ensino médio. Rubin atribui seu interesse pelo cinema à exibição do filme de Ingmar Bergman, Morangos Silvestres, no Krim Theater em Detroit, quando era adolescente. Ele frequentou a Wayne State University em Detroit por dois anos, antes de se transferir para a escola de cinema da Universidade de Nova Iorque (NYU) em 1962.
Rubin fez apenas um curso de roteirização na NYU e quase foi reprovado, em parte devido ao que considerava serem as teorias confusas e não intuitivas sobre trama e estrutura. Seus colegas na NYU incluíam Martin Scorsese e Brian De Palma, que se tornou o diretor de Jennifer, o primeiro roteiro estudantil de Rubin. Enquanto ainda estava na NYU, Rubin conseguiu um emprego vendendo cachorros-quentes e cerveja na Feira Mundial de Nova York de 1964. Todos os dias, ele passava seu intervalo de almoço no Pavilhão da Johnson's Wax assistindo a um filme de 20 minutos, To Be Alive! de Francis Thompson, sobre as semelhanças do crescimento em culturas dos EUA, Europa, África e Ásia. O filme era exibido em três telas separadas de 5,49 metros, e uma versão em tela única ganhou o Oscar de documentário (curta-metragem). No final, o narrador afirma: "Simplesmente estar vivo é uma grande alegria." Isso inspirou Rubin, que disse querer "trazer esse sentimento para o mundo de alguma forma — que é maravilhoso estar vivo."

## Carreira
Em 1966, Rubin tornou-se assistente de edição de filmes no programa de notícias noturno da NBC, The Huntley-Brinkley Report, mas uma experiência com LSD o inspirou a partir em uma busca espiritual um ano depois. Ele meditou na Grécia e depois se dirigiu ao Tibete, pegando carona pela Turquia, Irã, Afeganistão e Paquistão, onde "sentiu-se abraçado e expandido por cada cultura." Ele viveu em ashrams na Índia, em um mosteiro tibetano em Catmandu, em um templo budista em Bangkok e em um templo Sikh em Singapura. Passou um mês no Japão e uma semana dormindo em meio às escavações nos templos de Angkor Wat. Mas foi apenas quando Rubin voltou para Nova York que encontrou seu mestre espiritual, Rudi, a apenas alguns quarteirões de onde começou sua jornada. E mais uma vez, ele tentou estabelecer uma carreira cinematográfica.
David Bienstock, um cineasta independente que era curador de filmes no Whitney Museum em Nova York, era amigo de Rubin e o contratou como assistente. Rubin mais tarde tornou-se assistente de curadoria de filmes e ajudou a estabelecer a série The New American Filmmakers, uma plataforma de lançamento para cineastas independentes e precursora do Sundance. Rubin e Bienstock também começaram a escrever um roteiro de ficção científica, Quasar. Rubin lembrou: "Criamos uma história sobre um astrônomo que descobre o que ele pensa ser um enorme quasar, mas que acaba sendo algo que muda espiritualmente sua vida. Esse foi o avanço. Minha vida espiritual e minha vida criativa se fundiram. Tudo se tornou uma jornada, um desdobramento." O roteiro foi posteriormente adquirido por Ingo Preminger, produtor do filme vencedor do Oscar, MASH, mas quando Richard Zanuck, então presidente da Warner Brothers, disse que não entendia o final, a opção expirou. Zanuck mais tarde produziria o filme de Rubin, Deep Impact.
O falecimento de David Bienstock e Rudi no mesmo ano foi um catalisador para Rubin e sua família se mudarem para Indiana em 1974, para ficarem perto de outro aluno de Rudi. Nos seis anos seguintes, a esposa de Bruce, Blanche, concluiu seu doutorado na Universidade de Indiana, enquanto Rubin obteve seu mestrado, ensinou meditação e teve uma série de empregos variados enquanto tentava escrever. Eles se mudaram para DeKalb, Illinois, em 1980, quando Blanche foi contratada como professora na Northern Illinois University. Enquanto estava lá, Rubin começou a escrever Jacob's Ladder e o tratamento para Ghost, e esperou para ouvir sobre um roteiro que começou em Nova York e vendeu em 1979, The George Dunlap Tape.
O diretor do roteiro The George Dunlap Tape de Rubin, Doug Trumbull (2001: Odisseia no Espaço, Close Encounters, Blade Runner) trouxe outros escritores e o filme estreou em 1983 como Brainstorm, estrelado por Christopher Walken e Natalie Wood, em seu último filme. Rubin pegou dinheiro emprestado de um produtor para viajar para a estreia de Brainstorm em Los Angeles. Enquanto estava lá, Rubin e sua esposa conversaram com seu ex-colega de classe da NYU, Brian De Palma, a quem Rubin credita sua mudança para L.A. "[Brian] disse: 'Bruce, se você quer uma carreira em Hollywood, tem que se mudar para cá.' Eu já tinha ouvido isso mil vezes e nunca quis acreditar pelo medo de me mudar para Hollywood e ninguém atender minhas ligações. Mas minha esposa levou isso a sério e, quando voltamos a Illinois, ela largou o emprego, colocou nossa casa à venda e disse que íamos fazer isso. Foi o ato mais corajoso que já presenciei."
Duas semanas antes de Rubin e sua família se mudarem para L.A., eles venderam sua casa. No mesmo dia, Rubin também recebeu uma ligação de seu agente em L.A., que o dispensou como cliente porque seu trabalho era "muito metafísico e ninguém queria fazer filmes sobre fantasmas." Rubin ficou desanimado, mas sua esposa não. "Então acabamos nos mudando para Hollywood sem dinheiro... e em uma semana eu tinha uma casa e um agente. Consegui um trabalho como roteirista. Fui muito sortudo."
A carreira de roteirista de Rubin foi impulsionada por um artigo da revista American Film (AFI) de dezembro de 1983, escrito por Stephen Rebello, intitulado "One in a Million", que listava dez dos melhores roteiros não produzidos em Hollywood, roteiros que ele disse "eram bons demais para serem produzidos." Rebello leu 125 roteiros recomendados por contatos respeitados da indústria. Os dez roteiros finais incluíam A Princesa Prometida, Total Recall, At Close Range e Jacob's Ladder. Rebello escreveu em parte: "Admiradores de Jacob's Ladder de Bruce Joel Rubin se recusam a descrever este roteiro. Seu único apelo? 'Leia. É extraordinário.' E é... página por página, é um dos poucos roteiros que li com o poder de arrepiar constantemente em plena luz do dia."
Sobre "Jacob's Ladder", Rubin escreveu:
| “ | A ideia para o roteiro de "Jacob's Ladder" começou como um sonho: Um metrô tarde da noite; estou viajando pelas entranhas da cidade de Nova York. Há muito poucas pessoas no trem. Uma solidão terrível me domina. O trem chega à estação e eu desço. A plataforma está deserta. Caminho até a saída mais próxima e descubro que o portão está trancado. Um sentimento de desespero terrível começa a pulsar em mim enquanto caminho até o outro lado da plataforma. Para meu horror, aquela saída também está acorrentada. Estou completamente preso e dominado por um senso de condenação. Sei com absoluta certeza que nunca mais verei a luz do dia. Minha única esperança é pular nos trilhos e entrar no túnel, na escuridão. A única direção a partir daí é para baixo. Sei que a próxima parada na minha jornada é o inferno. Em parte, isso surgiu do meu próprio medo e desespero, porque nada na minha vida parecia estar funcionando. Em Illinois, senti que minha história havia evaporado completamente. Minha história era: 'Você não tem uma história.' Aqui está você, vivendo em um campo de milho. Sem amigos. Sem trabalho. Sua esposa sustentando a família. Basicamente, na minha mente, a história havia acabado. Eu poderia ter desistido dos meus objetivos cinematográficos e me acomodado em um estilo de vida diferente... Minha história teria sido: 'Ok, você tentou.' Em vez disso, acordei do meu sonho no metrô e disse: 'Essa é uma ótima abertura para um filme.' Então, tentei escrever minha saída do inferno... | ” |

O filme My Life, lançado em 1993, marcou a estreia de Rubin como diretor.
Nos 30 anos seguintes, em Los Angeles e depois em Nova York, Rubin escreveria mais de 30 roteiros e veria 11 deles serem produzidos, enquanto continuava sua prática de meditação e ensinava aulas de meditação semanalmente. Rubin declarou: "Cada filme foi uma tentativa, bem-sucedida ou não, de testemunhar e explorar o mundo invisível de nossas vidas. Eu queria falar com adultos e crianças e tocar o mistério interior de nosso ser compartilhado."
Rubin escreveu o livro e as letras para o musical Ghost (a adaptação musical do filme Ghost), que estreou no Reino Unido em março de 2011 e abriu na Broadway na primavera de 2012.
Recentemente, o foco criativo de Rubin se voltou para a fotografia. Como está escrito em seu site:
| “ | O resultado de sempre carregar um iPhone no bolso, ele descreve esta nova fase em sua vida criativa como a descoberta de ver. Como Bruce explica: 'O mistério e a magia do mundo não estão escondidos. Estão sob nossos pés, em paredes antigas, em latas de lixo enferrujadas. A beleza, o encanto, nunca acabam.' Embora a carreira cinematográfica de Bruce tenha sido entrelaçada com a imagética do cinema, seu foco principal sempre foi na narrativa mais do que no visual. Nos últimos anos, ele mudou seu foco para a imagem em si e descobriu que as fotografias, mesmo na abstração, têm histórias maravilhosas para contar. | ” |

## Vida pessoal
Rubin e sua esposa, Blanche, dividem seu tempo entre Los Angeles e São Francisco, e ele ministra aulas semanais de meditação em Dutchess County, Nova York. Blanche é uma artista com doutorado em Educação Artística. Ela lecionou na Universidade de Indiana, na Northern Illinois University e na California State University em Northridge, e foi avaliadora de programas no J. Paul Getty Institute for Education in the Arts, onde ajudou a criar um programa nacional.
O filho mais novo deles, Ari, é piloto, roteirista e ex-membro do conselho da WGA, e estava na faculdade de direito em 2018. O filho Joshua tem trabalhado como escritor premiado de grandes videogames como Assassin's Creed 2 e Destiny. Em 2018, ele estava envolvido no desenvolvimento de projetos de realidade virtual e trabalhava como consultor de narrativa interativa com clientes nos EUA e na Europa.
Rubin é gay, algo que sua esposa sabe há muito tempo.

## Créditos

### Roteiros (produzidos)
- Brainstorm (1983)
- Deadly Friend (1986)
- Jacob's Ladder (1990)
- Ghost (1990)
- Sleeping with the Enemy (1991)
- Deceived (1991)
- My Life (1993)
- Deep Impact (1998)
- Stuart Little 2 (2002)
- The Last Mimzy (2007)
- The Time Traveler's Wife (2009)

### Teatro
- Ghost (musical) (2012)